# Flughafen Dalandsadgad

i8
i11
i13

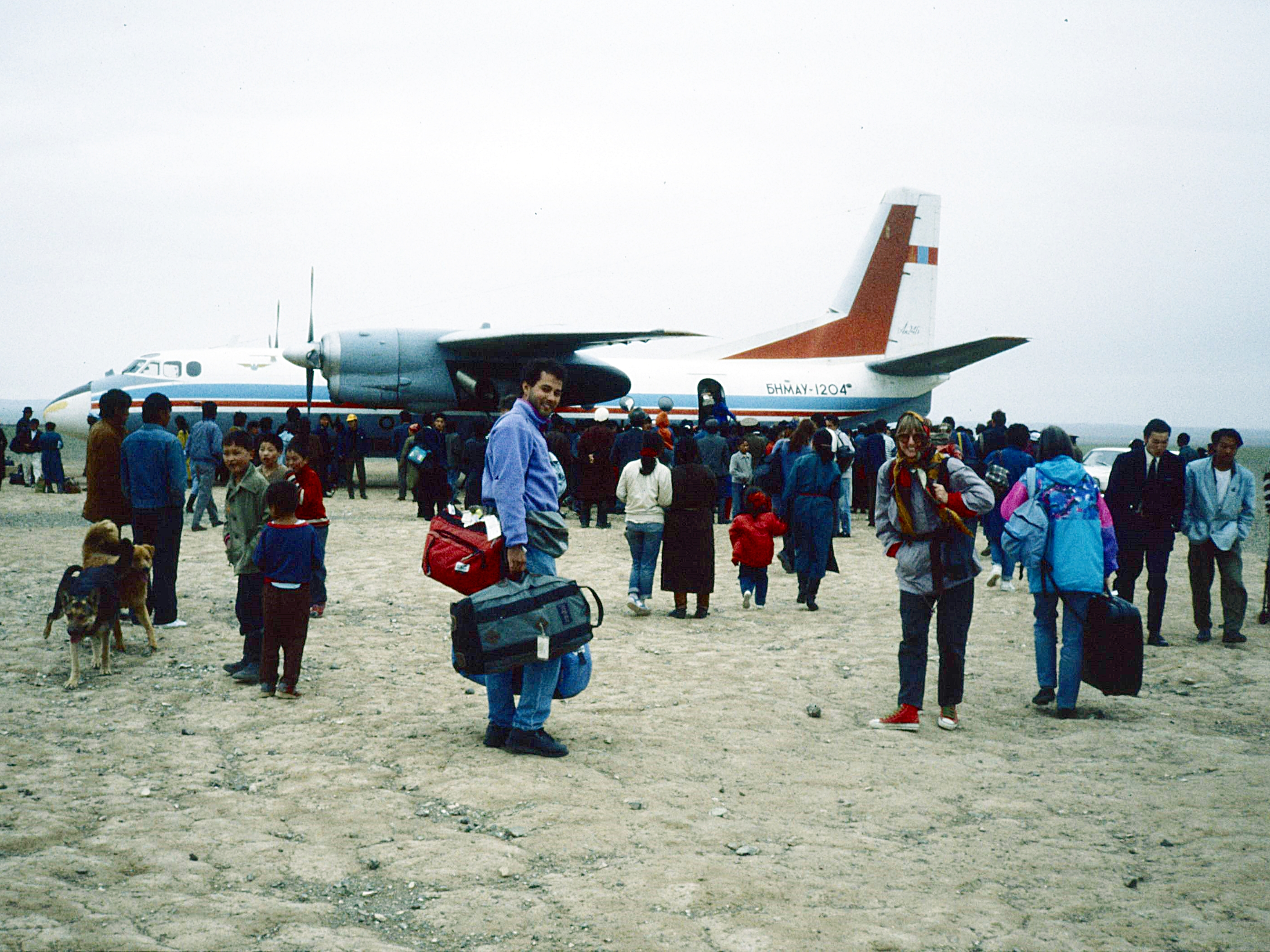
Flugfeld in Dalandsagad 1990

Der Flughafen Dalandsadgad (mongolisch Даланзадгад нисэх буудал, auch Gurwan Saichan Airport, IATA-Code: DLZ, ICAO-Code: ZMDZ) ist ein ziviler Flughafen in Dalandsadgad, der Hauptstadt des Aimags Ömnö-Gobi-Aimag im Süden der Mongolei. Er wird von regelmäßigen Flügen von und nach Ulaanbaatar bedient. Für viele Touristen, die jährlich die Gobi-Wüste besuchen, ist der Flughafen das Tor zum Nationalpark Gobi Gurwan Saichan, der in einer Entfernung von nur 30 km von Dalandsadgad beginnt.
Der Flughafen verfügt über eine unbefestigte und seit 2007 auch über eine befestigte Piste. Letztere ist die drittlängste der Mongolei nach den Landebahnen des Internationalen Flughafens Bujant-Uchaa und des Chinggis Khaan International Airports in Ulaanbaatar. Zum Flughafen führt eine der wenigen asphaltierten Straßen, die heutzutage in der Gobi-Wüste zu finden sind.

## Fluggesellschaften und Flugziele
- Aero Mongolia, Ulaanbaatar
- Eznis Airways, Ulaanbaatar

## Ansichten vom Flughafen

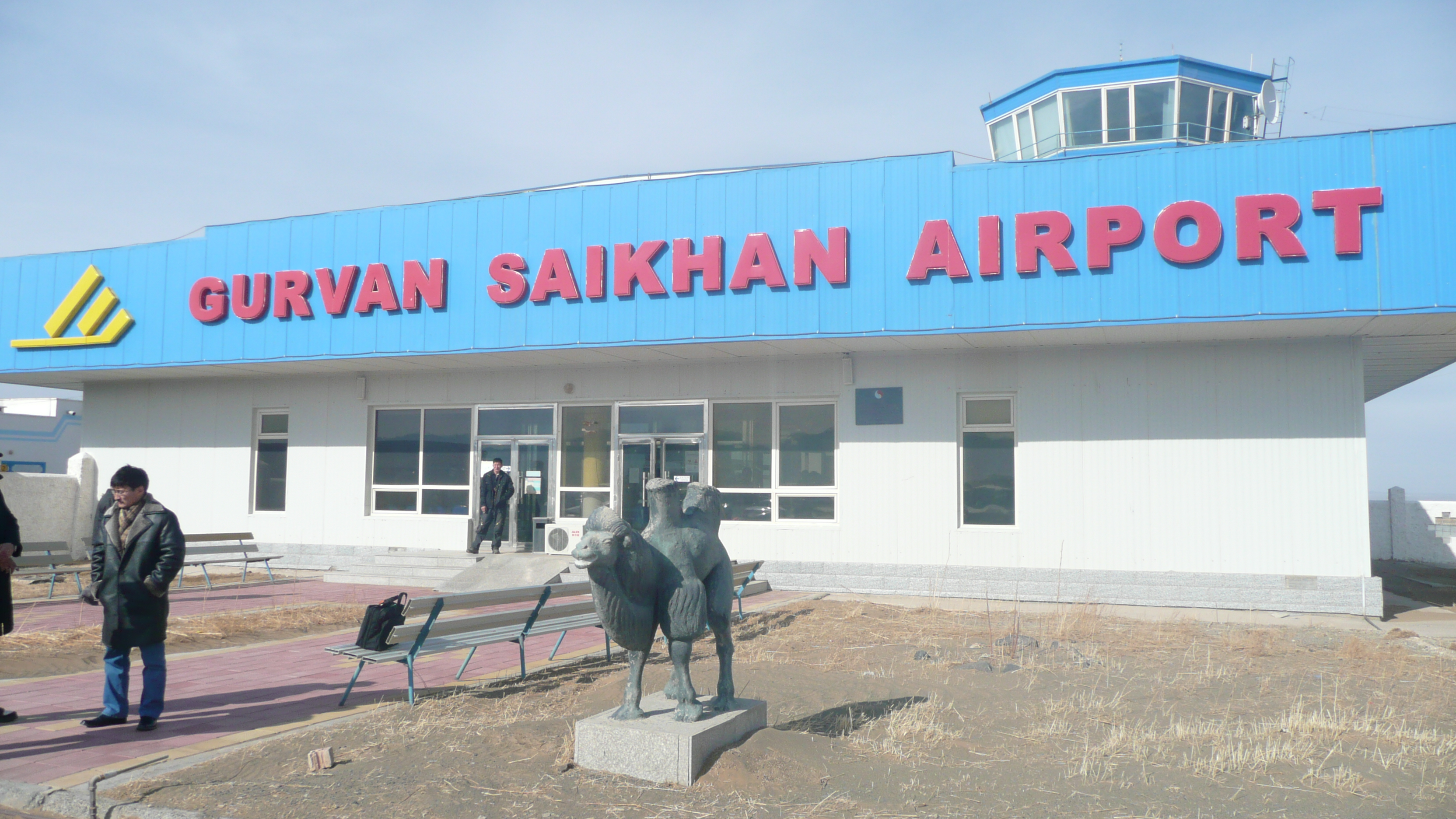
Flughafen Dalandsadgad
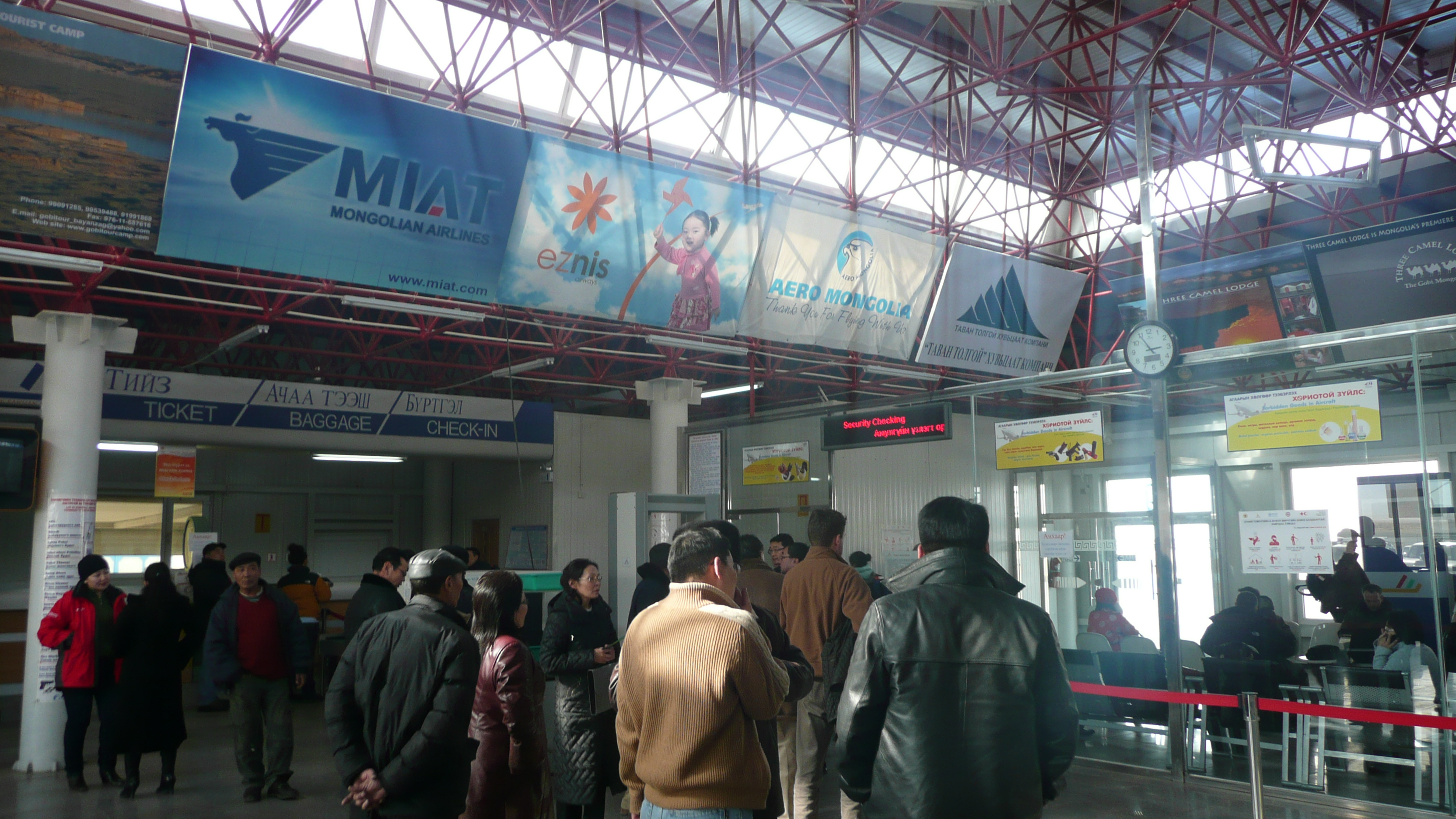
Innenraum des Terminals
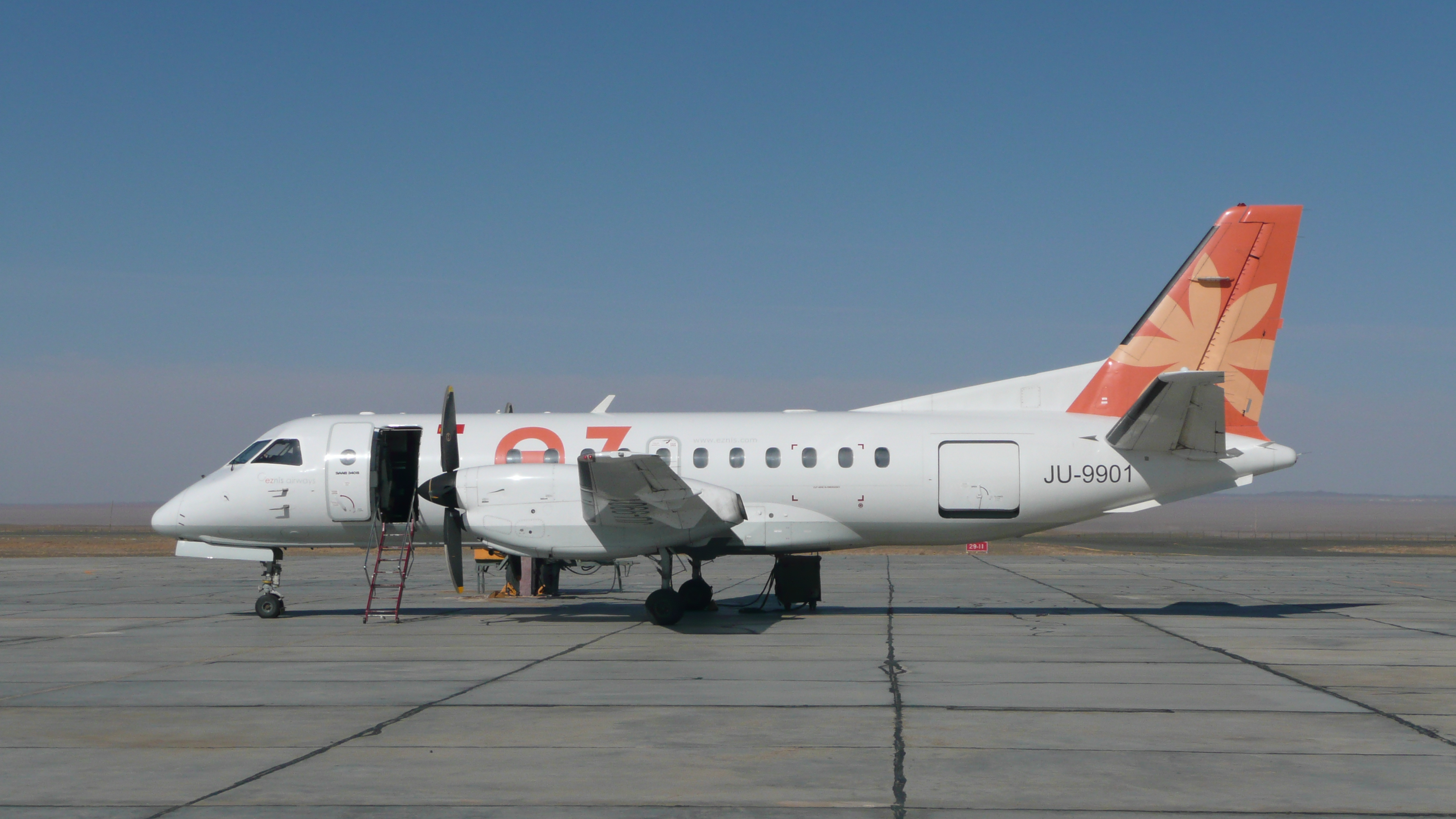
Eznis-Flugzeug